# Elecciones presidenciales de Estados Unidos de 1932
Las elecciones presidenciales de Estados Unidos de 1932 tuvieron lugar el martes 8 de noviembre del mencionado año, siendo la trigésimo séptima elección presidencial cuadrienal desde la independencia del país, así como la primera del período histórico conocido como Quinto Sistema de Partidos, que comenzaría ese año y finalizaría en algún punto entre 1964 y 1972. El Colegio Electoral a cargo de elegir al presidente y al vicepresidente estaba compuesto por 531 miembros, necesitándose el voto de 266 electores para ganar las elecciones.
Los comicios se celebraron en el contexto de la Gran Depresión que sufría el país desde 1929, bajo la administración del presidente en ejercicio Herbert Hoover, del Partido Republicano, tradicionalmente dominante desde la guerra civil y particularmente hegemónico durante la década de 1920. A pesar de sus escasas posibilidades de triunfo y las malas condiciones económicas, Hoover se postuló para un segundo mandato y ganó fácilmente la nominación republicana, con su vicepresidente Charles Curtis repitiendo como compañero de fórmula. En contraste, el opositor Partido Demócrata enfrentó una interna difícil durante su Convención Nacional, que condujo a la candidatura de Franklin D. Roosevelt luego de que se celebraran cuatro votaciones. El Presidente de la Cámara de Representantes, John Nance Garner, un destacado demócrata del sur, fue elegido como candidato a vicepresidente.
Con un discurso progresista, Roosevelt logró unificar exitosamente a los demócratas en torno a su figura y realizar una campaña encendida, cuestionando los fracasos de la administración de Hoover y comprometiéndose a lograr la recuperación económica con un Nuevo Acuerdo (New Deal) para el pueblo estadounidense. La campaña de Hoover, mayormente centrada en intentar retratar a Roosevelt como un estatista radical, fracasó estrepitosamente debido a su creciente impopularidad y al éxito de la campaña de su oponente en retratarlo como el principal responsable de la depresión.
Roosevelt obtuvo un triunfo abrumador tanto en términos de voto popular como de mayoría en el Colegio Electoral, con el 57,41% de las preferencias y 472 de los electores contra el 39,65% de Hoover, que obtuvo los 59 votos restantes. El resultado fue casi una reversión exacta de la elección anterior, en la que Hoover había superado el 58% del voto popular, lo que implicó que más de un cuarto de los ciudadanos que votaron a los republicanos en 1928 no lo hicieron en 1932, con exactamente la misma participación electoral (56,90%). A pesar de la impopularidad de los republicanos, sin embargo, el resultado demostró la continuidad del bipartidismo y ninguno de los terceros partidos se benefició demasiado del cambio de humor del electorado. Norman Thomas, el candidato del Partido Socialista, cuadruplicó el voto obtenido en 1928 a un 2,23% del total, pero no pudo ganar electores.
La victoria de Roosevelt, que asumió la presidencia el 4 de marzo de 1933, puso fin a doce años ininterrumpidos de administraciones republicanas, y dio inicio a una marcada hegemonía demócrata, que duraría veinte años, así como una prolongada permanencia personal de Roosevelt en el poder, pues sería reelegido tres veces y permanecería en el cargo hasta su muerte a principios de su cuarto mandato. La llamada Coalición del Nuevo Acuerdo (New Deal Coalition) dominaría la vida política estadounidense durante mucho más tiempo después de su descenso, lo que ha llevado a que al Quinto Sistema de Partidos se le denomine también «Sistema de Partidos del New Deal».

## Antecedentes
Desde la guerra civil estadounidense, y la victoria de la Unión, el Partido Republicano emergió como la principal fuerza política de los Estados Unidos, con el Partido Demócrata, hasta entonces hegemónico, como principal oponente. Entre 1868 y 1928 se celebraron dieciséis elecciones presidenciales, que resultaron en doce victorias republicanas, con la excepción de las dos administraciones no consecutivas del demócrata Grover Cleveland (1884 y 1892) y la elección y reelección de Woodrow Wilson (1912 y 1916). El período del Cuarto Sistema de Partidos (1896-1932), vio el estallido de la Primera Guerra Mundial (1914-1918) y el advenimiento del sufragio femenino en el país. Durante la década de 1920 (un período conocido como felices años veinte o los años locos), el país experimentó una prosperidad sin precedentes, que hizo que la economía siguiera creciendo a un ritmo que no se había registrado antes, generando una burbuja especulativa. Durante este período, se sucedieron en el cargo tres presidentes republicanos Warren G. Harding (1921-1923), Calvin Coolidge (1923-1929) y, finalmente, Herbert Hoover (1929-1933), elegidos por márgenes aplastantes. Las administraciones republicanas mantuvieron políticas contrarias a la regulación estatal de la economía, que fueron férreamente sostenidas por Hoover tras su llegada a la presidencia.
El 24 de octubre de 1929 (conocido como el Jueves Negro), se produjo el derrumbe del mercado de valores, que desató lo que se conoce como Gran Depresión, una gran crisis financiera mundial. Ciudades de todo el mundo se vieron gravemente afectadas, especialmente las que dependían de la industria pesada, y la industria de la construcción se detuvo prácticamente en muchas áreas. La agricultura y las zonas rurales sufrieron la caída de los precios de las cosechas, que alcanzó aproximadamente un 60%. Ante la caída de la demanda, las zonas dependientes de las industrias del sector primario, con pocas fuentes alternativas de empleo, fueron las más perjudicadas. En Estados Unidos, Hoover siguió una variedad de políticas en un intento de levantar la economía, pero se opuso directamente a involucrar al gobierno federal en los esfuerzos de ayuda a la población. Surgieron numerosos asentamientos irregulares, que fueron denominados «Hoovervilles» por el presidente en ejercicio. La caída en la popularidad del gobierno, visto como principal responsable de la crisis, condujo a una victoria de los demócratas en las elecciones de medio término para la Cámara de Representantes, que obtuvieron el 52,75% del voto popular contra el 44,47% de los republicanos, y una mayoría estrecha de 218 sobre 435 escaños.

## Candidaturas

### Partido Republicano
|                                                         |                                                             |
| Candidatura del Partido Republicano de 1932             |                                                             |
| Herbert Hoover                                          | Charles Curtis                                              |
| para presidente                                         | para vicepresidente                                         |
|                                                         |                                                             |
| Presidente de los Estados Unidos de América (1929-1933) | Vicepresidente de los Estados Unidos de América (1929-1933) |

A comienzos del año 1932, la mayoría del Partido Republicano creía que el proteccionismo de Hoover y las políticas fiscales agresivas resolverían la depresión. Incluso aunque no tuvieran éxito, Hoover controló eficazmente la maquinaria partidaria y tuvo escasa competencia en la disputa por una nueva nominación presidencial. El poco conocido exsenador de Maryland, Joseph I. France, se presentó contra Hoover, pero no manifestó una competencia coherente debido al hecho de que pocos delegados eran elegidos en las primarias. France derrotó a Hoover de forma contundente en términos de voto popular y obtuvo más delegados electos que él, pero la inmensa mayoría del total de delegados en la Convención votó por Hoover, obteniendo este un 97,96% del total.
|  | 97.96 % |

|  | 1.13 % |

|  | 0.39 % |

|  | 0.35 % |

|  | 0.09 % |

### Partido Demócrata
|                                           |                                                       |
| Candidatura del Partido Demócrata de 1932 |                                                       |
| Franklin D. Roosevelt                     | John Nance Garner                                     |
| para presidente                           | para vicepresidente                                   |
|                                           |                                                       |
| Gobernador de Nueva York (1929-1932)      | Presidente de la Cámara de Representantes (1931-1933) |

El candidato favorito para recibir la nominación presidencial demócrata en 1932 fue el entonces gobernador de Nueva York Franklin D. Roosevelt, beneficiado por su aplastante reelección en 1933 y popular por sus políticas de ayuda contra la crisis. Sus principales contendientes serían el presidente de la Cámara de Representantes, John Nance Garner, de Texas; y su predecesor en la gobernación neoyorquina y candidato presidencial de la elección anterior, Al Smith. En las elecciones primarias de mayo, Roosevelt logró obtener 34 de los 46 delegados electos y sacó más de dos veces el voto popular de su oponente más cercano. Antes de que la Convención Nacional Demócrata se reuniera en Chicago entre el 27 de junio y el 2 de julio de 1932, se creía que Roosevelt tenía más votos delegativos que todos sus oponentes combinados. Sin embargo, debido a la regla de "dos tercios" utilizada por los demócratas para elegir a su candidato presidencial, sus oponentes esperaban que no pudiera obtener la mayoría de dos tercios necesaria para ganar, y de este modo pudieran realizar algún tipo de pacto en las sucesivas votaciones. En las primeras tres votaciones, Roosevelt tenía más de la mitad del voto de los delegados, pero aún carecía de la mayoría de dos tercios. Antes de la cuarta votación, sus gerentes de campaña James Farley y Louis McHenry Howe llegaron a un acuerdo con Garner: este abandonaría la contienda y apoyaría a Roosevelt, y a cambio Roosevelt estaría de acuerdo en nombrar a Garner como su compañero de fórmula. Con este acuerdo, Roosevelt logró conseguir finalmente la mayoría de dos tercios en la cuarta votación, y con ello la nominación presidencial.

### Partido Socialista de América
|                                                                  |                                                                   |
| Candidatura del Partido Socialista de América de 1932            |                                                                   |
| Norman M. Thomas                                                 | James H. Maurer                                                   |
| para presidente                                                  | para vicepresidente                                               |
|                                                                  |                                                                   |
| Candidato presidencial del Partido Socialista de América de 1928 | Miembro de la Cámara de Representantes de Pensilvania (1915-1919) |

## Campaña

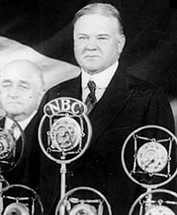
Hoover durante un discurso público en su campaña electoral de 1932.

Después de hacer un viaje en avión a la Convención Demócrata, Roosevelt aceptó la nominación del partido en persona. En su discurso, afirmó, "el nuestro debe ser un partido de pensamiento liberal, de acción planificada, de una perspectiva internacional ilustrada y del mayor bien para el mayor número de nuestros ciudadanos", y proclamó: "Les prometo, me comprometo a buscar un nuevo acuerdo (New Deal) para el pueblo estadounidense... Esto es más que una campaña política. Es un llamado a las armas". El viaje de Roosevelt a Chicago fue el primero de varios movimientos exitosos y de creación de precedentes diseñados para hacerlo parecer el «candidato del cambio» en las elecciones, pues se trató del primer candidato presidencial de un partido mayoritario en aceptar la nominación en persona. Mientras recorría el territorio de la nación, Roosevelt fue recibido por grandes y calurosas multitudes. Alrededor de la candidatura de Roosevelt, los demócratas estaban unidos como no lo habían estado en las anteriores elecciones, y probablemente más unidos que en todo el Cuarto Sistema de Partidos. El origen protestante de Roosevelt permitió la anulación del prejuicio anticatólico sufrido por Smith en 1928, esto sumado al hecho de que la Gran Depresión se había convertido en una mayor preocupación para el público estadounidense que las anteriores batallas culturales. La canción que funcionó como himno de campaña de Roosevelt, «Happy Days Are Here Again» (en español: Los días felices están aquí otra vez), se convirtió en una de las más populares en la historia política estadounidense y posteriormente, de hecho, en el himno no oficial del Partido Demócrata.
Roosevelt prometió regulación de valores, reducción de aranceles, alivio agrícola, obras públicas financiadas por el gobierno y otras acciones gubernamentales para abordar la Depresión. La plataforma del Partido Demócrata incluyó un llamado a la derogación de la prohibición o ley seca, reflejando los cambios en la opinión pública sobre esta, con pocos republicanos tratando de defender la ley dada la creciente demanda de poner fin a la prohibición y recuperar los ingresos fiscales que podían traer el licor y la cerveza. El propio Roosevelt no había tomado una posición pública sobre el tema antes de la convención, pero prometió respetar y mantener la plataforma del partido. Después de ganar la nominación demócrata, Roosevelt recibió el apoyo de prominentes figuras del Partido Republicano, como George W. Norris, y Hiram Johnson; así como del Partido Progresista y su líder, Robert La Follette Jr.. Logró también reconciliarse con el ala conservadora de su propio partido, recibiendo incluso el apoyo de Al Smith, quien había competido contra él en las primarias mayormente impulsado por su mala relación personal con Roosevelt después de que este le sucediera en la gobernación. Estos apoyos sentaron las bases para lo que sería la Coalición del Nuevo Acuerdo.
En contraste con la cohesión mostrada por los demócratas, el Partido Republicano enfrentaba fuertes divisiones en cuanto a la conveniencia de la candidatura de Hoover. El presidente no contó con el apoyo de numerosos republicanos prominentes, e incluso se encontró con la violenta oposición de algunos, en particular por varios senadores que habían estadado enfrentados con él durante toda su administración y cuya reputación nacional hizo que su oposición fuera de considerable importancia. Muchos destacados dirigentes republicanos proclamaron abiertamente su simpatía con la causa defendida por el candidato demócrata.
Lo peor para Hoover fue el hecho de que muchos estadounidenses lo culparon de la Gran Depresión. Durante más de dos años, el presidente Hoover había estado restringiendo el comercio y aumentando los impuestos a los ricos con leyes como la Ley de Aranceles Smoot-Hawley y la Ley de Ingresos de 1932. Como gobernador de Nueva York, Roosevelt se había ganado una reputación por promover la ayuda del gobierno para los pobres, proporcionando un contraste positivo para muchos que vieron a Hoover como presidente que no hacía nada. Roosevelt también atacó a Hoover por ser "la administración con más gastos en tiempos de paz en toda nuestra historia". El 29 de julio de 1932 se produjo un grave escándalo cuando una manifestación del Bonus Army, un grupo de veteranos de la Primera Guerra Mundial que se quedaron sin empleos tras la crisis, fue duramente reprimida por orden de Hoover, provocando varios muertos y una creciente indignación pública. Además de las críticas a la gestión económica y la de la represión al Bonus Army, los detractores de Hoover cuestionaron por qué no hizo nada para repartir el congreso después del censo de 1920, que vio un aumento en las poblaciones urbanas e inmigrantes. El censo de 1920 fue el primer y único censo decenal en el que los resultados no se utilizaron para repartir el Congreso; que finalmente influyó en el Colegio Electoral de 1928 y había impactado en las elecciones presidenciales.

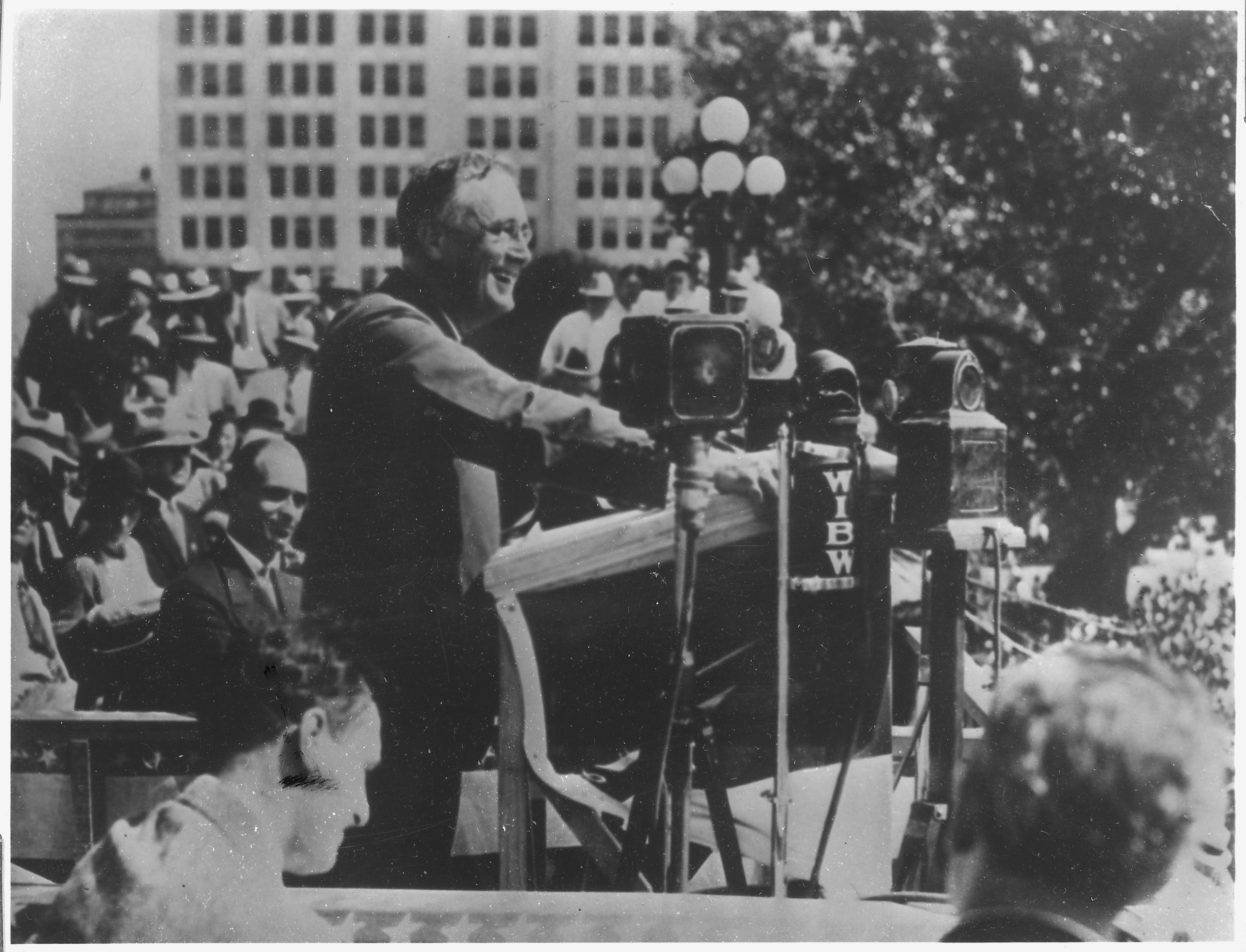
Roosevelt dando un discurso en Topeka, Kansas, 14 de septiembre de 1932.

Originalmente, Hoover tenía la intención de realizar tan solo dos alocuciones radiales y dejar el resto de la campaña en manos de sus partidarios, una costumbre tradicional de los presidentes en ejercicio que buscaban la reelección. Sin embargo, alentado por las súplicas del sector de su partido que le respondía e indignado por las acusaciones de los demócratas en su contra, Hoover entró en la refriega pública. En sus nueve principales discursos radiales, Hoover defendió principalmente su administración y su filosofía de gobierno, instando a los votantes a mantener los "fundamentos de la experiencia" y rechazar la noción de que el intervencionismo gubernamental podría salvar al país de la Depresión. Los intentos del presidente de hacer campaña en público fueron, sin embargo, un rotundo desastre: Hoover se enfrentó con quizás las multitudes más hostiles jamás vistas por un presidente en ejercicio. Multitudes de personas enfurecidas arrojaron huevos y fruta podrida contra su tren y sus autocaravanas; lo molestaron cuando intentaba dar sus discursos; y en varias ocasiones, el Servicio Secreto tuvo que detener intentos de matar a Hoover por parte de ciudadanos descontentos, incluyendo la captura de un hombre que trató de acercarse a él con cartuchos de dinamita y otro que ya había quitado varios picos de los rieles frente al tren del presidente antes de ser detenido.
Poco antes de las elecciones, Hoover se refirió a Roosevelt un "camaleón a cuadros", mientras que Roosevelt se refirió a Hoover como un "capón gordo y tímido". En los últimos días de campaña, Hoover criticó las "tonterías", "diatribas", "generalizaciones brillantes", "ignorancia" y "difamación", por parte de Roosevelt. A pesar de la campaña ruidosa de los republicanos, sus esfuerzos para defender la administración de Hoover fueron en vano. El incidente del Bonus Army, combinado con los catastróficos efectos económicos de las políticas internas de Hoover, redujo sus posibilidades de un segundo mandato de escaso a nulo. Jeff Campbell afirmaría que "incluso un perdedor vagamente talentoso podría haber sido elegido presidente contra los republicanos". En plena campaña, Hoover recibió una carta anónima de un ciudadano de Illinois, que decía «Vote por Roosevelt y hágalo unánime».

## Resultados

### Elección general

Resultados por condado que indican explícitamente el porcentaje para el candidato ganador en cada uno.
Roosevelt—>90%
Roosevelt—80-90%
Roosevelt—70-80%
Roosevelt—60-70%
Roosevelt—50-60%
Roosevelt—<50%
Hoover—<50%
Hoover—50-60%
Hoover—60-70%
Hoover—70-80%
Hoover—80-90%
Hoover—>90%

Esta fue la primera elección desde 1916 (dieciséis años atrás) en la que ganó el candidato demócrata. Aunque el "otro" voto (el total de votos combinados para candidatos distintos de los nominados de los dos partidos principales) de 1932 fue tres veces mayor que el de 1928, fue considerablemente menor que el registrado en 1920; el momento en que más voto por "otros" hubo, con la excepción de las condiciones inusuales que prevalecieron en 1912 y 1924.
El candidato demócrata, Roosevelt, obtuvo el apoyo de 22,817,883 votantes (57.41%), el mayor número de votos absolutos emitidos para un candidato a la presidencia hasta ese momento, y 1,425,000 más que la cantidad obtenida por Hoover cuatro años antes. Hoover había ganado un mayor porcentaje de votos en 1928, al igual que Harding en 1920. Pero la oscilación del 35,17% entre un partido y otro en un tiempo tan corto impresionó a todos los que consideraron la distribución del voto, pues indicó que más de una sexta parte del electorado había dejado de votar al Partido Republicano para votar al Partido Demócrata. Solo una vez en este período hubo un cambio comparable; en 1920, con un cambio del 29,29% de los demócratas hacia los republicanos. El incremento de votos de Roosevelt con respecto a Smith, el anterior candidato demócrata, sigue siendo el mayor cambio nacional del electorado entre dos elecciones presidenciales en la historia de los Estados Unidos.
1932 fue una «elección realineadora», ya que Roosevelt obtuvo una victoria radical sobre Hoover, con los demócratas extendiendo su control sobre la Cámara de Representantes a dos tercios de las bancas, y ganando el control del Senado. Doce años de liderazgo republicano llegaron a su fin, y comenzaron veinte años consecutivos de control demócrata de la Casa Blanca. Hasta 1932, los republicanos habían controlado la Presidencia durante cincuenta y seis de los setenta y dos años anteriores, desde la elección de Abraham Lincoln en 1860. A partir de 1932, los demócratas controlarían la Presidencia durante veintiocho de los siguientes treinta y seis años.
Roosevelt obtuvo la victoria en 2.722 condados, la mayor cantidad de condados ganados por un mismo candidato hasta el momento. De ellos, en 282 nunca antes había ganado un candidato demócrata. Solo 374 condados permanecieron fielmente republicanos. Sin embargo, esa mitad del voto total de la nación se emitió en solo ocho estados (Nueva York, Nueva Jersey, Pensilvania, Ohio, Illinois, Indiana, Michigan y Wisconsin) y en estos estados, Hoover obtuvo 8.592.163 votos. En una región (Suroeste Central), el porcentaje republicano se redujo a 16,21%, pero en ninguna otra sección el partido recibió menos del 30% del voto emitido. Sin embargo, el atractivo relativo de los dos candidatos en 1932 y la disminución del atractivo de Hoover en comparación con 1928 se muestran en el hecho de que el voto republicano aumentó en 1932 en solo 87 condados, mientras que el voto demócrata aumentó en 3.003 condados.
El porcentaje de votos relativamente alto de Hoover, teniendo en cuenta el contexto político y económico, y el hecho de que solo en una región (Suroeste Central) fue votado por menos de medio millón de personas, y en solo tres estados fuera del Sur recibió menos de 50.000 votos, dejó en claro que el electorado estadounidense continuaba siendo profundamente bipartidista, y que en todas partes, a pesar del triunfo de los demócratas, había un sector del partido que no apoyaría ni a la nueva administración ni a las propuestas del candidato socialista que había votado el 75% del "otro" voto (2,23% del total, uno de sus mejores resultados).
Esta elección marca la última vez que un candidato presidencial republicano ganó la mayoría de los votos negros y afroamericanos. A medida que las políticas del Nuevo Trato entraron en vigencia, el fuerte apoyo de los votantes negros a estos programas comenzó una transición de su apoyo tradicional a los republicanos para proporcionar mayorías sólidas para los demócratas.
La candidatura de Roosevelt arrasó en todas las regiones del país, excepto el noreste, donde se encontraban los seis estados en los que Hoover logró imponerse; y a su vez logró ganar en muchos estados confiablemente republicanos que no habían visto ganar a un candidato demócrata desde su derrumbe electoral en 1912, cuando se dividió el voto republicano. Michigan votó a los demócratas por primera vez desde la aparición del Partido Republicano. Minnesota fue ganado por un demócrata por primera vez en su historia, dejando a Vermont como el único estado restante donde nunca ganó un demócrata (y así se mantendría hasta 1964). En contraste con el sólido apoyo del estado a los republicanos antes de estas elecciones, Minnesota continuó apoyando a los demócratas en todas las elecciones presidenciales desde 1932, con la excepción de 1952, 1956 y 1972.
La victoria de Roosevelt con 472 votos electorales se mantuvo hasta el la victoria de Lyndon B. Johnson en 1964, que ganó 486 votos electorales, la mayor cantidad jamás obtenida por un presidente en su primera elección. Roosevelt también mejoró el récord nacional de 444 votos electorales establecido por Hoover solo cuatro años antes, pero rompería su propio récord cuando fue reelegido en 1936 con 523 votos.
Esta fue la última elección en que Connecticut, Delaware, Nuevo Hampshire y Pensilvania votaron por el candidato republicano hasta 1948.
|  | 57.41 % |

|  | 88.89 % |

|  | 39.65 % |

|  | 11.11 % |

|  | 2.23 % |

|  | 0.26 % |

|  | 0.21 % |

|  | 0.13 % |

|  | 0.09 % |

|  | 0.02 % |

|  | 0.01 % |

|  | 100.00 % |

|  | 100.00 % |

| \| Voto popular \| Voto popular \| Voto popular \| Voto popular \| Voto popular \| \| ------------ \| ------------ \| ------------ \| ------------ \| ------------ \| \| Candidato \| Candidato \| \| % \| % \| \| Roosevelt \| Roosevelt \| \| 57.41 % \| 57.41 % \| \| Hoover \| Hoover \| \| 39.65 % \| 39.65 % \| \| Thomas \| Thomas \| \| 2.23 % \| 2.23 % \| \| Foster \| Foster \| \| 0.26 % \| 0.26 % \| \| Otros \| Otros \| \| 0.45 % \| 0.45 % \| |           |  |         |         |
| Voto popular |           |  |         |         |
| Candidato | Candidato |  | %       | %       |
| Roosevelt | Roosevelt |  | 57.41 % | 57.41 % |
| Hoover | Hoover    |  | 39.65 % | 39.65 % |
| Thomas | Thomas    |  | 2.23 %  | 2.23 %  |
| Foster | Foster    |  | 0.26 %  | 0.26 %  |
| Otros | Otros     |  | 0.45 %  | 0.45 %  |

| \| Voto electoral \| Voto electoral \| Voto electoral \| Voto electoral \| Voto electoral \| \| -------------- \| -------------- \| -------------- \| -------------- \| -------------- \| \| Candidato \| Candidato \| \| % \| % \| \| Roosevelt \| Roosevelt \| \| 88.89 % \| 88.89 % \| \| Hoover \| Hoover \| \| 11.11 % \| 11.11 % \| |           |  |         |         |
| Voto electoral |           |  |         |         |
| Candidato | Candidato |  | %       | %       |
| Roosevelt | Roosevelt |  | 88.89 % | 88.89 % |
| Hoover | Hoover    |  | 11.11 % | 11.11 % |

### Resultados por estado
|                                               |                                               |                                               |                                               |                                                              |                                                              |                                                              |                                                              |                                                              |                                                                |                                                                |                                                                |                                                                |                                                                |                                                       |                                                       |                                                       |                                                       |                                                       |
| Resultado general por condado.                | Resultado general por condado.                | Resultado general por condado.                | Resultado general por condado.                | Porcentaje del Partido Demócrata por condado.                | Porcentaje del Partido Demócrata por condado.                | Porcentaje del Partido Demócrata por condado.                | Porcentaje del Partido Demócrata por condado.                | Porcentaje del Partido Demócrata por condado.                | Porcentaje del Partido Republicano por condado.                | Porcentaje del Partido Republicano por condado.                | Porcentaje del Partido Republicano por condado.                | Porcentaje del Partido Republicano por condado.                | Porcentaje del Partido Republicano por condado.                | Porcentaje de los "Otros" por condado.                | Porcentaje de los "Otros" por condado.                | Porcentaje de los "Otros" por condado.                | Porcentaje de los "Otros" por condado.                | Porcentaje de los "Otros" por condado.                |
|                                               |                                               |                                               |                                               |                                                              |                                                              |                                                              |                                                              |                                                              |                                                                |                                                                |                                                                |                                                                |                                                                |                                                       |                                                       |                                                       |                                                       |                                                       |
| Cartograma del resultado general por condado. | Cartograma del resultado general por condado. | Cartograma del resultado general por condado. | Cartograma del resultado general por condado. | Cartograma del porcentaje del Partido Demócrata por condado. | Cartograma del porcentaje del Partido Demócrata por condado. | Cartograma del porcentaje del Partido Demócrata por condado. | Cartograma del porcentaje del Partido Demócrata por condado. | Cartograma del porcentaje del Partido Demócrata por condado. | Cartograma del porcentaje del Partido Republicano por condado. | Cartograma del porcentaje del Partido Republicano por condado. | Cartograma del porcentaje del Partido Republicano por condado. | Cartograma del porcentaje del Partido Republicano por condado. | Cartograma del porcentaje del Partido Republicano por condado. | Cartograma del porcentaje de los "Otros" por condado. | Cartograma del porcentaje de los "Otros" por condado. | Cartograma del porcentaje de los "Otros" por condado. | Cartograma del porcentaje de los "Otros" por condado. | Cartograma del porcentaje de los "Otros" por condado. |
|                                               |                                               | Franklin D. Roosevelt Demócrata               | Franklin D. Roosevelt Demócrata               | Franklin D. Roosevelt Demócrata                              | Herbert Hoover Republicano                                   | Herbert Hoover Republicano                                   | Herbert Hoover Republicano                                   | Norman Thomas Socialista                                     | Norman Thomas Socialista                                       | Norman Thomas Socialista                                       | Otros                                                          | Otros                                                          | Otros                                                          | Margen                                                | Margen                                                | Total                                                 | Total                                                 |                                                       |
| Estado                                        | votos electorales                             | #                                             | %                                             | votos electorales                                            | #                                                            | %                                                            | votos electorales                                            | #                                                            | %                                                              | votos electorales                                              | #                                                              | %                                                              | votos electorales                                              | #                                                     | %                                                     | #                                                     |                                                       |                                                       |
| Alabama                                       | 11                                            | 207,910                                       | 84.74                                         | 11                                                           | 34,675                                                       | 14.13                                                        | -                                                            | 2,030                                                        | 0.83                                                           | -                                                              | 739                                                            | 0.30                                                           | -                                                              | 173,235                                               | 70.61                                                 | 245,354                                               | AL                                                    |                                                       |
| Arizona                                       | 3                                             | 79,264                                        | 67.03                                         | 3                                                            | 36,104                                                       | 30.53                                                        | -                                                            | 2,618                                                        | 2.21                                                           | -                                                              | 265                                                            | 0.22                                                           | -                                                              | 43,160                                                | 36.50                                                 | 118,251                                               | AZ                                                    |                                                       |
| Arkansas                                      | 9                                             | 189,602                                       | 85.96                                         | 9                                                            | 28,467                                                       | 12.91                                                        | -                                                            | 1,269                                                        | 0.58                                                           | -                                                              | 1,224                                                          | 0.55                                                           | -                                                              | 161,135                                               | 73.06                                                 | 220,562                                               | AR                                                    |                                                       |
| California                                    | 22                                            | 1,324,157                                     | 58.39                                         | 22                                                           | 847,902                                                      | 37.39                                                        | -                                                            | 63,299                                                       | 2.79                                                           | -                                                              | 32,608                                                         | 1.44                                                           | -                                                              | 476,255                                               | 21.00                                                 | 2,267,966                                             | CA                                                    |                                                       |
| Colorado                                      | 6                                             | 250,877                                       | 54.81                                         | 6                                                            | 189,617                                                      | 41.43                                                        | -                                                            | 13,591                                                       | 2.97                                                           | -                                                              | 3,611                                                          | 0.79                                                           | -                                                              | 61,260                                                | 13.38                                                 | 457,696                                               | CO                                                    |                                                       |
| Connecticut                                   | 8                                             | 281,632                                       | 47.40                                         | -                                                            | 288,420                                                      | 48.54                                                        | 8                                                            | 20,840                                                       | 3.45                                                           | -                                                              | 3,651                                                          | 0.61                                                           | -                                                              | -6,788                                                | -1.14                                                 | 594,183                                               | CT                                                    |                                                       |
| Delaware                                      | 3                                             | 54,319                                        | 48.11                                         | -                                                            | 57,073                                                       | 50.55                                                        | 3                                                            | 1,376                                                        | 1.22                                                           | -                                                              | 133                                                            | 0.12                                                           | -                                                              | -2,754                                                | -2.44                                                 | 112,901                                               | DE                                                    |                                                       |
| Florida                                       | 7                                             | 206,307                                       | 74.68                                         | 7                                                            | 69,170                                                       | 25.04                                                        | -                                                            | 775                                                          | 0.28                                                           | -                                                              | -                                                              | -                                                              | -                                                              | 137,137                                               | 49.64                                                 | 276,252                                               | FL                                                    |                                                       |
| Georgia                                       | 12                                            | 234,118                                       | 91.60                                         | 12                                                           | 19,863                                                       | 7.77                                                         | -                                                            | 461                                                          | 0.18                                                           | -                                                              | 1,148                                                          | 0.45                                                           | -                                                              | 214,255                                               | 83.83                                                 | 255,590                                               | GA                                                    |                                                       |
| Idaho                                         | 4                                             | 109,479                                       | 58.66                                         | 4                                                            | 71,417                                                       | 38.27                                                        | -                                                            | 526                                                          | 0.28                                                           | -                                                              | 5,203                                                          | 2.79                                                           | -                                                              | 38,062                                                | 20.39                                                 | 186,625                                               | ID                                                    |                                                       |
| Illinois                                      | 29                                            | 1,882,304                                     | 55.23                                         | 29                                                           | 1,432,756                                                    | 42.04                                                        | -                                                            | 67,258                                                       | 1.97                                                           | -                                                              | 25,608                                                         | 0.75                                                           | -                                                              | 449,548                                               | 13.19                                                 | 3,407,926                                             | IL                                                    |                                                       |
| Indiana                                       | 14                                            | 862,054                                       | 54.67                                         | 14                                                           | 677,184                                                      | 42.94                                                        | -                                                            | 21,388                                                       | 1.36                                                           | -                                                              | 16,301                                                         | 1.03                                                           | -                                                              | 184,870                                               | 11.72                                                 | 1,576,927                                             | IN                                                    |                                                       |
| Iowa                                          | 11                                            | 598,019                                       | 57.69                                         | 11                                                           | 414,433                                                      | 39.98                                                        | -                                                            | 20,467                                                       | 1.97                                                           | -                                                              | 3,768                                                          | 0.36                                                           | -                                                              | 183,586                                               | 17.71                                                 | 1,036,687                                             | IA                                                    |                                                       |
| Kansas                                        | 9                                             | 424,204                                       | 53.56                                         | 9                                                            | 349,498                                                      | 44.13                                                        | -                                                            | 18,276                                                       | 2.31                                                           | -                                                              | -                                                              | -                                                              | -                                                              | 74,706                                                | 9.43                                                  | 791,978                                               | KS                                                    |                                                       |
| Kentucky                                      | 11                                            | 580,574                                       | 59.06                                         | 11                                                           | 394,716                                                      | 40.15                                                        | -                                                            | 3,853                                                        | 0.39                                                           | -                                                              | 3,920                                                          | 0.40                                                           | -                                                              | 185,858                                               | 18.91                                                 | 983,063                                               | KY                                                    |                                                       |
| Luisiana                                      | 10                                            | 249,418                                       | 92.79                                         | 10                                                           | 18,853                                                       | 7.01                                                         | -                                                            | -                                                            | -                                                              | -                                                              | 533                                                            | 0.20                                                           | -                                                              | 230,565                                               | 85.77                                                 | 268,804                                               | LA                                                    |                                                       |
| Maine                                         | 5                                             | 128,907                                       | 43.19                                         | -                                                            | 166,631                                                      | 55.83                                                        | 5                                                            | 2,489                                                        | 0.83                                                           | -                                                              | 417                                                            | 0.14                                                           | -                                                              | -37,724                                               | -12.64                                                | 298,444                                               | ME                                                    |                                                       |
| Maryland                                      | 8                                             | 314,314                                       | 61.50                                         | 8                                                            | 184,184                                                      | 36.04                                                        | -                                                            | 10,489                                                       | 2.05                                                           | -                                                              | 2,067                                                          | 0.40                                                           | -                                                              | 130,130                                               | 25.46                                                 | 511,054                                               | MD                                                    |                                                       |
| Massachusetts                                 | 17                                            | 800,148                                       | 50.64                                         | 17                                                           | 736,959                                                      | 46.64                                                        | -                                                            | 34,305                                                       | 2.17                                                           | -                                                              | 8,702                                                          | 0.55                                                           | -                                                              | 63,189                                                | 4.00                                                  | 1,580,114                                             | MA                                                    |                                                       |
| Michigan                                      | 19                                            | 871,700                                       | 52.36                                         | 19                                                           | 739,894                                                      | 44.44                                                        | -                                                            | 39,205                                                       | 2.35                                                           | -                                                              | 13,966                                                         | 0.84                                                           | -                                                              | 131,806                                               | 7.92                                                  | 1,664,765                                             | MI                                                    |                                                       |
| Minnesota                                     | 11                                            | 600,806                                       | 59.91                                         | 11                                                           | 363,959                                                      | 36.29                                                        | -                                                            | 25,476                                                       | 2.54                                                           | -                                                              | 12,602                                                         | 1.26                                                           | -                                                              | 236,847                                               | 23.62                                                 | 1,002,843                                             | MN                                                    |                                                       |
| Misisipi                                      | 9                                             | 140,168                                       | 95.98                                         | 9                                                            | 5,180                                                        | 3.55                                                         | -                                                            | 686                                                          | 0.47                                                           | -                                                              | -                                                              | -                                                              | -                                                              | 134,988                                               | 92.44                                                 | 146,034                                               | MS                                                    |                                                       |
| Misuri                                        | 15                                            | 1,025,406                                     | 63.69                                         | 15                                                           | 564,713                                                      | 35.08                                                        | -                                                            | 16,374                                                       | 1.02                                                           | -                                                              | 3,401                                                          | 0.21                                                           | -                                                              | 460,693                                               | 28.62                                                 | 1,609,894                                             | MO                                                    |                                                       |
| Montana                                       | 4                                             | 127,286                                       | 58.80                                         | 4                                                            | 78,078                                                       | 36.07                                                        | -                                                            | 7,891                                                        | 3.65                                                           | -                                                              | 3,224                                                          | 1.49                                                           | -                                                              | 49,208                                                | 22.73                                                 | 216,479                                               | MT                                                    |                                                       |
| Nebraska                                      | 7                                             | 359,082                                       | 62.98                                         | 7                                                            | 201,177                                                      | 35.29                                                        | -                                                            | 9,876                                                        | 1.73                                                           | -                                                              | 2                                                              | 0.00                                                           | -                                                              | 157,905                                               | 27.70                                                 | 570,137                                               | NE                                                    |                                                       |
| Nevada                                        | 3                                             | 28,756                                        | 69.41                                         | 3                                                            | 12,674                                                       | 30.59                                                        | -                                                            | -                                                            | -                                                              | -                                                              | -                                                              | -                                                              | -                                                              | 16,082                                                | 38.82                                                 | 41,430                                                | NV                                                    |                                                       |
| Nuevo Hampshire                               | 4                                             | 100,680                                       | 48.99                                         | -                                                            | 103,629                                                      | 50.42                                                        | 4                                                            | 947                                                          | 0.46                                                           | -                                                              | 264                                                            | 0.13                                                           | -                                                              | -2,949                                                | -1.43                                                 | 205,520                                               | NH                                                    |                                                       |
| Nueva Jersey                                  | 16                                            | 806,394                                       | 49.49                                         | 16                                                           | 775,406                                                      | 47.59                                                        | -                                                            | 42,988                                                       | 2.64                                                           | -                                                              | 4,719                                                          | 0.29                                                           | -                                                              | 30,988                                                | 1.90                                                  | 1,629,507                                             | NJ                                                    |                                                       |
| Nuevo México                                  | 3                                             | 95,089                                        | 62.72                                         | 3                                                            | 54,217                                                       | 35.76                                                        | -                                                            | 1,776                                                        | 1.17                                                           | -                                                              | 524                                                            | 0.35                                                           | -                                                              | 40,872                                                | 26.96                                                 | 151,606                                               | NM                                                    |                                                       |
| Nueva York                                    | 47                                            | 2,534,959                                     | 54.07                                         | 47                                                           | 1,937,963                                                    | 41.33                                                        | -                                                            | 177,397                                                      | 3.78                                                           | -                                                              | 38,295                                                         | 0.82                                                           | -                                                              | 596,996                                               | 12.73                                                 | 4,688,614                                             | NY                                                    |                                                       |
| Carolina del Norte                            | 13                                            | 497,566                                       | 69.93                                         | 13                                                           | 208,344                                                      | 29.28                                                        | -                                                            | 5,591                                                        | 0.79                                                           | -                                                              | -                                                              | -                                                              | -                                                              | 289,222                                               | 40.65                                                 | 711,501                                               | NC                                                    |                                                       |
| Dakota del Norte                              | 4                                             | 178,350                                       | 69.59                                         | 4                                                            | 71,772                                                       | 28.00                                                        | -                                                            | 3,521                                                        | 1.37                                                           | -                                                              | 2,647                                                          | 1.03                                                           | -                                                              | 106,578                                               | 41.58                                                 | 256,290                                               | ND                                                    |                                                       |
| Ohio                                          | 26                                            | 1,301,695                                     | 49.88                                         | 26                                                           | 1,227,319                                                    | 47.03                                                        | -                                                            | 64,094                                                       | 2.46                                                           | -                                                              | 16,620                                                         | 0.64                                                           | -                                                              | 74,376                                                | 2.85                                                  | 2,609,728                                             | OH                                                    |                                                       |
| Oklahoma                                      | 11                                            | 516,468                                       | 73.30                                         | 11                                                           | 188,165                                                      | 26.70                                                        | -                                                            | -                                                            | -                                                              | -                                                              | -                                                              | -                                                              | -                                                              | 328,303                                               | 46.59                                                 | 704,633                                               | OK                                                    |                                                       |
| Oregón                                        | 5                                             | 213,871                                       | 57.99                                         | 5                                                            | 136,019                                                      | 36.88                                                        | -                                                            | 15,450                                                       | 4.19                                                           | -                                                              | 3,468                                                          | 0.94                                                           | -                                                              | 77,852                                                | 21.11                                                 | 368,808                                               | OR                                                    |                                                       |
| Pensilvania                                   | 36                                            | 1,295,948                                     | 45.33                                         | -                                                            | 1,453,540                                                    | 50.84                                                        | 36                                                           | 91,223                                                       | 3.19                                                           | -                                                              | 18,466                                                         | 0.65                                                           | -                                                              | -157,592                                              | -5.51                                                 | 2,859,177                                             | PA                                                    |                                                       |
| Rhode Island                                  | 4                                             | 146,604                                       | 55.08                                         | 4                                                            | 115,266                                                      | 43.31                                                        | -                                                            | 3,138                                                        | 1.18                                                           | -                                                              | 1,162                                                          | 0.44                                                           | -                                                              | 31,338                                                | 11.77                                                 | 266,170                                               | RI                                                    |                                                       |
| Carolina del Sur                              | 8                                             | 102,347                                       | 98.03                                         | 8                                                            | 1,978                                                        | 1.89                                                         | -                                                            | 82                                                           | 0.08                                                           | -                                                              | -                                                              | -                                                              | -                                                              | 100,369                                               | 96.13                                                 | 104,407                                               | SC                                                    |                                                       |
| Dakota del Sur                                | 4                                             | 183,515                                       | 63.62                                         | 4                                                            | 99,212                                                       | 34.40                                                        | -                                                            | 1,551                                                        | 0.54                                                           | -                                                              | 4,160                                                          | 1.44                                                           | -                                                              | 84,303                                                | 29.23                                                 | 288,438                                               | SD                                                    |                                                       |
| Tennessee                                     | 11                                            | 259,473                                       | 66.49                                         | 11                                                           | 126,752                                                      | 32.48                                                        | -                                                            | 1,796                                                        | 0.46                                                           | -                                                              | 2,235                                                          | 0.57                                                           | -                                                              | 132,721                                               | 34.01                                                 | 390,256                                               | TN                                                    |                                                       |
| Texas                                         | 23                                            | 760,348                                       | 88.06                                         | 23                                                           | 97,959                                                       | 11.35                                                        | -                                                            | 4,450                                                        | 0.52                                                           | -                                                              | 669                                                            | 0.08                                                           | -                                                              | 662,389                                               | 76.72                                                 | 836,426                                               | TX                                                    |                                                       |
| Utah                                          | 4                                             | 116,750                                       | 56.52                                         | 4                                                            | 84,795                                                       | 41.05                                                        | -                                                            | 4,087                                                        | 1.98                                                           | -                                                              | 946                                                            | 0.46                                                           | -                                                              | 31,955                                                | 15.47                                                 | 206,578                                               | UT                                                    |                                                       |
| Vermont                                       | 3                                             | 56,266                                        | 41.08                                         | -                                                            | 78,984                                                       | 57.66                                                        | 3                                                            | 1,533                                                        | 1.12                                                           | -                                                              | 197                                                            | 0.14                                                           | -                                                              | -22,718                                               | -16.58                                                | 136,980                                               | VT                                                    |                                                       |
| Virginia                                      | 11                                            | 203,979                                       | 68.46                                         | 11                                                           | 89,637                                                       | 30.09                                                        | -                                                            | 2,382                                                        | 0.80                                                           | -                                                              | 1,944                                                          | 0.65                                                           | -                                                              | 114,342                                               | 38.38                                                 | 297,942                                               | VA                                                    |                                                       |
| Washington                                    | 8                                             | 353,260                                       | 57.46                                         | 8                                                            | 208,645                                                      | 33.94                                                        | -                                                            | 17,080                                                       | 2.78                                                           | -                                                              | 35,829                                                         | 5.83                                                           | -                                                              | 144,615                                               | 23.52                                                 | 614,814                                               | WA                                                    |                                                       |
| Virginia Occidental                           | 8                                             | 405,124                                       | 54.47                                         | 8                                                            | 330,731                                                      | 44.47                                                        | -                                                            | 5,133                                                        | 0.69                                                           | -                                                              | 2,786                                                          | 0.37                                                           | -                                                              | 74,393                                                | 10.00                                                 | 743,774                                               | WV                                                    |                                                       |
| Wisconsin                                     | 12                                            | 707,410                                       | 63.46                                         | 12                                                           | 347,741                                                      | 31.19                                                        | -                                                            | 53,379                                                       | 4.79                                                           | -                                                              | 6,278                                                          | 0.56                                                           | -                                                              | 359,669                                               | 32.26                                                 | 1,114,808                                             | WI                                                    |                                                       |
| Wyoming                                       | 3                                             | 54,370                                        | 56.07                                         | 3                                                            | 39,583                                                       | 40.82                                                        | -                                                            | 2,829                                                        | 2.92                                                           | -                                                              | 180                                                            | 0.19                                                           | -                                                              | 14,787                                                | 15.25                                                 | 96,962                                                | WY                                                    |                                                       |
| Total:                                        | 531                                           | 22,821,277                                    | 57.41                                         | 472                                                          | 15,761,254                                                   | 39.65                                                        | 59                                                           | 884,885                                                      | 2.23                                                           | -                                                              | 284,482                                                        | 0.72                                                           |                                                                | 7,060,023                                             | 17.76                                                 | 39,751,898                                            | US                                                    |                                                       |